# Cyamopsis tetragonoloba
Espèce
Classification phylogénétique
Cyamopsis tetragonoloba (L.) Taub., le Guar, est une espèce de plantes à fleurs de la famille des Fabaceae. C'est une plante annuelle de 1 à 2 m de haut à feuilles trifoliées velues et fleurs roses. Cette espèce est résistante à la sécheresse. Elle est cultivée pour ses graines, comme fourrage ou comme légume.
La plante est également appelée « guar » ou « haricot de guar ». Elle n'est connue qu'à l'état cultivé et aurait été domestiquée dans la région du Pakistan et de l'Inde occidentale, à partir d'une espèce africaine (Cyamopsis senegalensis). On la cultive également dans des zones semi-arides du Brésil, en Afrique-du-Sud et en Australie, ainsi que dans le sud des États-Unis (Texas, Arizona).	

## Gomme de guar
Les graines sont utilisées pour en extraire une gomme (galactomannane) qui, dans la plante, sert de réserve d'aliments et d'eau.
La gomme de guar extraite de la semence est un polysaccharide hydrosoluble à froid. Cette capacité d'hydrater sans chauffage le rend très utile dans beaucoup d'applications industrielles.
Dans l’industrie alimentaire, la gomme de guar est un additif alimentaire (E412) surtout utilisé comme agglutinant, épaississant et stabilisant dans les aliments grâce à sa texture uniforme et ses propriétés pour former des gels. Elle peut être utilisée dans les sauces, crèmes glacées et sorbets, produits de boulangerie et de pâtisserie, poudres, etc.
Action pharmacologique :
- La gomme de guar possède toutes les propriétés des fibres solubles. Les polysaccharides forment un gel visqueux qui diminue l'absorption des lipides alimentaires et des glucides. Ils jouent aussi un rôle de coupe-faim en procurant une sensation de satiété.
- La gomme de guar peut aider à perdre du poids.